# Ајола-Ил Колето (Лука)
Ајола-Ил Колето (итал. Aiola-Il Colletto) је насеље у Италији у округу Лука, региону Тоскана.
Према процени из 2011. у насељу је живело 84 становника. Насеље се налази на надморској висини од 594 м.